# Саксонська династія

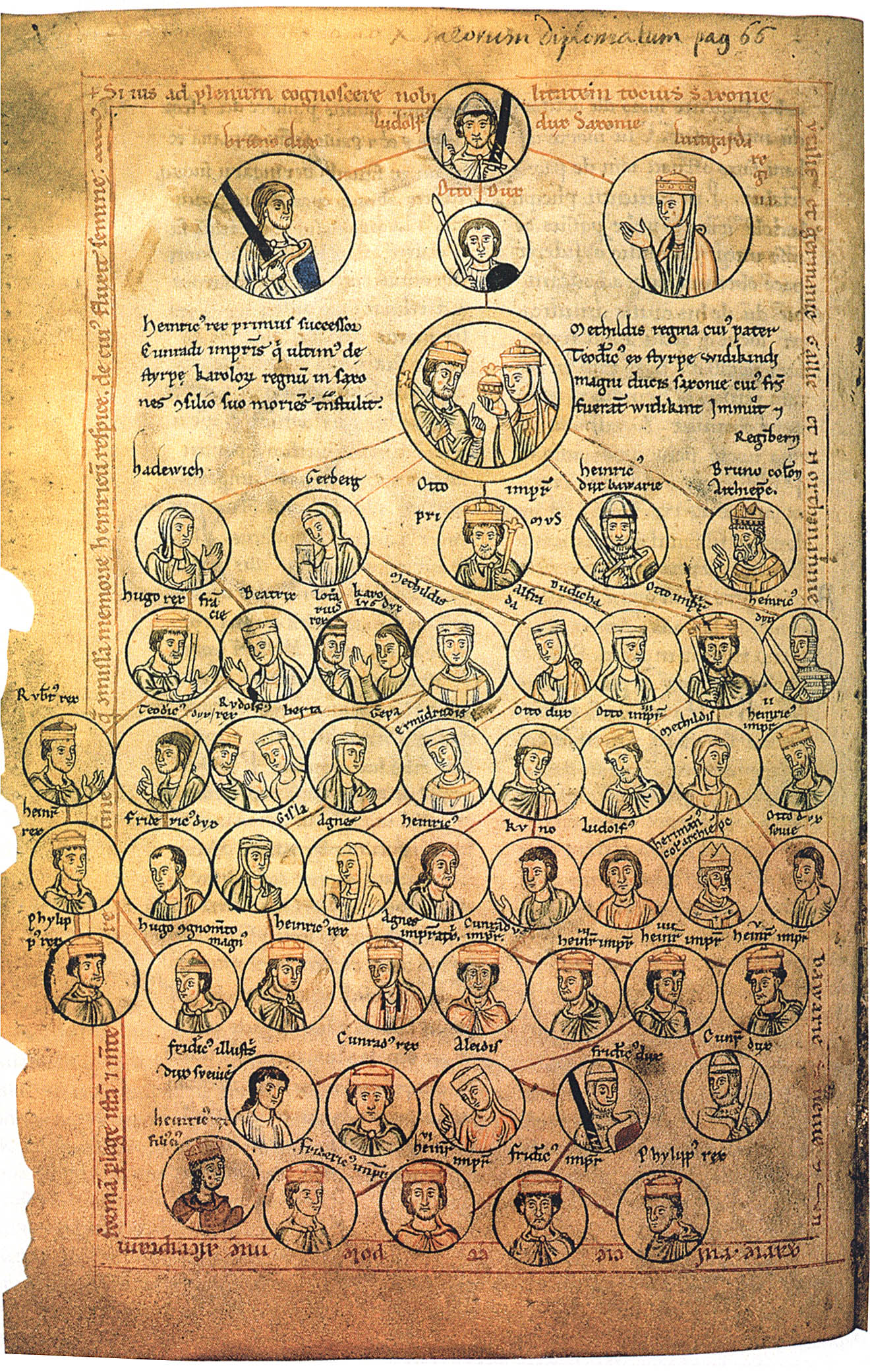
Генеалогічне древо Саксонської династії в манускрипті XII століття.

Саксонська династія — династія німецького походження, ряд представників якої були королями Східно-Франкського королівства (Німеччини) та імператорами Священної Римської імперії. Також відома під ім'ям Людольфінги (нім. Liudolfinger) — на честь засновника династії, а також Оттони (нім. Ottonen) на ім'я найвідоміших представників.

## Історія династії
Походження династії виводять від Бруно Енгернського, саксонського конунга, що відділився з Енграми й остфалами від язичників саксів. Однак достеменно генеалогія простежується з Людольфа († 864/866), графа у Східній Саксонії (Остфалії) з бл. 840. Пізніші хроністи згадують його як герцога східних саксів (лат. dux orientalis Saxonum). Його сини Бруно і Оттон I († 912) були герцогами в Саксонії. Син Оттона I, Генріх I Птахолов († 936), після смерті короля Східно-Франкського королівства Конрада I Франконського був обраний у 919 королем. Син Генріха I, Оттон I Великий (912 — 973), значно розширив територію королівства, а в 962 був коронований імператором, заснувавши Священну Римську імперію. Від другого сина Генріха I, Генріха I, герцога Баварії, пішла Баварська гілка.
Старша лінія припинилася зі смертю імператора Оттона III в 1002, після чого імператором став представник Баварської гілки Генріх II Святий. Після смерті Генріха II в 1024 році династія згасла.
Також існувала швабська гілка, родоначальником якої був старший син імператора Оттона I Людольф, герцог Швабії. Гілка згасла в 982 зі смертю його сина Оттона I, герцога Швабії та Баварії.

## Відомі представники

### КороліСхідно-Франкського королівства(Німеччини) і імператориСвященної Римської імперії
- Генріх I Птахолов
- Оттон I Великий
- Оттон II Рудий
- Оттон III
- Генріх II Святий

### Інші відомі представники
- Людольф, граф у Остфалії, герцог Саксонії
- Бруно, герцог Саксонії
- Оттон I, герцог Саксонії
- Генріх I, герцог Баварії
- Генріх II, герцог Баварії
- Людольф, герцог Швабії, віце-король Італії
- Оттон I, герцог Швабії і Баварії
- Бруно Великий, архієпископ Кельна і герцог Лотарингії
- Вільгельм, архієпископ Майнца
- Бруно, єпископ Аугсбурга